# Wereldbeker boogschieten 2017
De twaalfde editie van de wereldbeker boogschieten werd gehouden van 16 mei tot 3 september 2017. Er werden vier wereldbekerwedstrijden gehouden die afgesloten werd met een finale in de individuele nummers en de gemengde competitie.

## Finale
De finale werd gehouden in Rome, Italië van 2 september tot 3 september 2017.
| M/V                    | Onderdeel                                  | Goud                                     | Zilver         | Brons |
| Mannen                 |                                            |                                          |                |       |
| Recurve - individueel  | Kim Woo-jin                                | Brady Ellison                            | Im Dong-hyun   |       |
| Compound - individueel | Braden Gellenthien                         | Stephan Hansen                           | Steve Anderson |       |
| Vrouwen                |                                            |                                          |                |       |
| Recurve - individueel  | Ki Bo-bae                                  | Ksenia Perova                            | Chang Hye-jin  |       |
| Compound - individueel | Sara López                                 | Tanja Jensen                             | Yeşim Bostan   |       |
| Teams                  |                                            |                                          |                |       |
| Recurve - gemengd      | Zuid-Korea Chang Hye-jin Kim Woo-jin       | Italië Mauro Nespoli Vanessa Landi       | -              |       |
| Compound - gemengd     | Denemarken Stephan Hansen Sarah Sonnichsen | Italië Irene Franchini Alberto Simonelli | -              |       |

## Stages

### Stage 1
De eerste stage werd gehouden van 16 tot 21 mei 2017 in Shanghai.
| M/V                    | Onderdeel                                                   | Goud                                                            | Zilver                                                          | Brons |
| Mannen                 |                                                             |                                                                 |                                                                 |       |
| Recurve - individueel  | Steve Wijler                                                | Kim Woo-jin                                                     | Im Dong-hyun                                                    |       |
| Recurve - team         | Kazachstan Sanzjar Moesajev Ojbek Saïdiëv Denis Gankin      | Zuid-Korea Im Dong-hyun Kim Woo-jin Oh Jin-hyek                 | Japan Hideki Kikuchi Tomoki Sugio Takaharu Furukawa             |       |
| Compound - individueel | Stephan Hansen                                              | Pierre-Julien Deloche                                           | Patrick Coghlan                                                 |       |
| Compound - team        | India Abhishek Verma Chinna Raju Srither Amanjeet Singh     | Colombia Daniel Muñoz Jose Carlos Ospina Camilo Andres Cardona  | Verenigde Staten Reo Wilde Braden Gellenthien Steve Anderson    |       |
| Vrouwen                |                                                             |                                                                 |                                                                 |       |
| Recurve - individueel  | Ki Bo-bae                                                   | Chang Hye-jin                                                   | Ren Hayakawa                                                    |       |
| Recurve - team         | Rusland Natalja Erdyniëva Ksenia Perova Sajana Tsyrempilova | Verenigde Staten Khatuna Lorig Mackenzie Brown La Nola Shepherd | China Qi Yuhong Cui Yuanyuan Lu Lan                             |       |
| Compound - individueel | Sara López                                                  | Sarah Sonnichsen                                                | Sarah Prieels                                                   |       |
| Compound - team        | Zuid-Korea Choi Bo-min So Chae-won Song Yun-soo             | Denemarken Erika Anear Sarah Sonnichsen Tanja Jensen            | Rusland Natalja Avdejeva Maria Vinogradova Aleksandra Savenkova |       |
| Teams                  |                                                             |                                                                 |                                                                 |       |
| Recurve - gemengd      | Chinees Taipei Wei Chun-heng Tan Ya-ting                    | Zuid-Korea Chang Hye-jin Kim Woo-jin                            | Verenigde Staten Mackenzie Brown Zach Garrett                   |       |
| Compound - gemengd     | Zuid-Korea Kim Jong-ho So Chae-won                          | Denemarken Stephan Hansen Sarah Sonnichsen                      | Verenigde Staten Reo Wilde Jamie Van Natta                      |       |

### Stage 2
De tweede stage werd gehouden van 6 tot 11 juni in Antalya.
| M/V                    | Onderdeel                                              | Goud                                                         | Zilver                                                           | Brons |
| Mannen                 |                                                        |                                                              |                                                                  |       |
| Recurve - individueel  | Jean-Charles Valladont                                 | Brady Ellison                                                | David Pasqualucci                                                |       |
| Recurve - team         | Italië David Pasqualucci Mauro Nespoli Marco Galiazzo  | Kazachstan Soeltan Doezelbajev Ojbek Saïdiëv Denis Gankin    | Japan Hideki Kikuchi Takaharu Furukawa Naoya Oniyama             |       |
| Compound - individueel | Chen Hsiang-hsuan                                      | Steve Anderson                                               | Braden Gellenthien                                               |       |
| Compound - team        | Denemarken Stephan Hansen Andreas Darum Martin Damsbo  | Verenigde Staten Steve Anderson Reo Wilde Braden Gellenthien | Frankrijk Pierre-Julien Deloche Dominique Genet Fabien Delobelle |       |
| Vrouwen                |                                                        |                                                              |                                                                  |       |
| Recurve - individueel  | Ksenia Perova                                          | Lin Shih-chia                                                | Le Chien-ying                                                    |       |
| Recurve - team         | Chinees Taipei Peng Chia-mao Tan Ya-ting Le Chien-ying | Japan Ren Hayakawa Tomomi Sugimoto Miki Nakamura             | Duitsland Lisa Unruh Michelle Kroppen Elena Richter              |       |
| Compound - individueel | Sarah Sonnichsen                                       | Tanja Jensen                                                 | Sara López                                                       |       |
| Compound - team        | Denemarken Sarah Sonnichsen Tanja Jensen Erika Anear   | Colombia Sara López Alejandra Usquiano Nora Valdez           | Italië Marcella Tonioli Irene Franchini Viviana Spano            |       |
| Teams                  |                                                        |                                                              |                                                                  |       |
| Recurve - gemengd      | Chinees Taipei Peng Chia-mao Wei Chun-heng             | Frankrijk Audrey Adiceom Jean-Charles Valladont              | Spanje Alicia Marin Pablo Acha Gonzalez                          |       |
| Compound - gemengd     | Denemarken Sarah Sonnichsen Stephan Hansen             | Chinees Taipei Chen Yi-hsuan Chen Hsiang-hsuan               | India Divya Dhayal Abhishek Verma                                |       |

### Stage 3
De derde etappe werd gehouden van 20 tot 25 juni in Salt Lake City.
| M/V                    | Onderdeel                                              | Goud                                                       | Zilver                                                                    | Brons |
| Mannen                 |                                                        |                                                            |                                                                           |       |
| Recurve - individueel  | Im Dong-hyun                                           | Kim Woo-jin                                                | Wei Chun-heng                                                             |       |
| Recurve - team         | Rusland Vitali Popov Arsalan Baldanov Artjom Machnenko | Chinees Taipei Deng Yu-cheng Peng Shih-cheng Wei Chun-heng | Maleisië Haziq Kamaruddin Khairul Anuar Mohamad Muhammad Akmal Nor Hasrin |       |
| Compound - individueel | Mike Schloesser                                        | Stephan Hansen                                             | Bridger Deaton                                                            |       |
| Compound - team        | Zuid-Korea Choi Yong-hee Kim Jong-ho Hong Sung-ho      | Italië Sergio Pagni Alberto Simonelli Federico Pagnoni     | Frankrijk Sébastien Peineau Pierre-Julien Deloche Fabien Delobelle        |       |
| Vrouwen                |                                                        |                                                            |                                                                           |       |
| Recurve - individueel  | Chang Hye-jin                                          | Tan Ya-ting                                                | Choi Mi-sun                                                               |       |
| Recurve - team         | Chinees Taipei Tan Ya-ting Le Chien-ying Peng Chia-mao | Zuid-Korea Ki Bo-bae Chang Hye-jin Choi Mi-sun             | China Cao Hui Li Wang Zhang Dan                                           |       |
| Compound - individueel | Andrea Marcos                                          | Sarah Sonnichsen                                           | Sara López                                                                |       |
| Compound - team        | Zuid-Korea Song Yun-soo So Chae-won Choi Bo-min        | Nederland Sanne De Laat Inge Van Caspel Martine Couwenberg | Verenigde Staten Jamie Van Natta Erika Jones Cassidy Cox                  |       |
| Teams                  |                                                        |                                                            |                                                                           |       |
| Recurve - gemengd      | Zuid-Korea Chang Hye-jin Im Dong-hyun                  | Chinees Taipei Wei Chun-heng Tan Ya-ting                   | Verenigde Staten Mackenzie Brown Brady Ellison                            |       |
| Compound - gemengd     | Colombia Daniel Muñoz Sara López                       | Mexico Rodolfo Gonzalez Linda Ochoa-Anderson               | Zuid-Korea Kim Jong-ho So Chae-won                                        |       |

### Stage 4
De vierde stage werd gehouden van 8 tot 13 augustus 2017 in Berlijn.
| M/V                    | Onderdeel                                                           | Goud                                                          | Zilver                                                           | Brons |
| Mannen                 |                                                                     |                                                               |                                                                  |       |
| Recurve - individueel  | Kim Woo-jin                                                         | Kim Jong-ho                                                   | Crispin Duenas                                                   |       |
| Recurve - team         | Frankrijk Thomas Chirault Pierre Plihon Jean-Charles Valladont      | Nederland Sjef van den Berg Rick van den Oever Steve Wijler   | Zuid-Korea Im Dong-hyun Kim Woo-jin Oh Jin-hyek                  |       |
| Compound - individueel | Demir Elmaağaçlı                                                    | Stephan Hansen                                                | Braden Gellenthien                                               |       |
| Compound - team        | Verenigde Staten Steve Anderson Braden Gellenthien Kristofer Schaff | Denemarken Martin Damsbo Andreas Darum Stephan Hansen         | Duitsland Henrik Hornung Marcus Laube Marcel Trachsel            |       |
| Vrouwen                |                                                                     |                                                               |                                                                  |       |
| Recurve - individueel  | Kang Chae-young                                                     | Alejandra Valencia                                            | Veronika Martsjenko                                              |       |
| Recurve - team         | Zuid-Korea Chang Hye-jin Choi Mi-sun Kang Chae-young                | Mexico Mariana Avitia Aída Román Alejandra Valencia           | Rusland Tatjana Biltrikova Natalja Erdyniëva Sajana Tsyrempilova |       |
| Compound - individueel | Sarah Sonnichsen                                                    | Yesim Bostan                                                  | Sanne de Laat                                                    |       |
| Compound - team        | Verenigde Staten Cassidy Cox Paige Gore Lexi Keller                 | Verenigd Koninkrijk Hope Greenwood Lucy Mason Lucy O'Sullivan | Denemarken Erika Damsbo Tanja Jensen Sarah Sonnichsen            |       |
| Teams                  |                                                                     |                                                               |                                                                  |       |
| Recurve - gemengd      | Zuid-Korea Choi Mi-sun Kim Woo-jin                                  | Japan Takaharu Furukawa Ren Hayakawa                          | Verenigde Staten Mackenzie Brown Brady Ellison                   |       |
| Compound - gemengd     | Verenigde Staten Braden Gellenthien Paige Gore                      | Mexico Julio Fierro Linda Ochoa-Anderson                      | Denemarken Stephan Hansen Tanja Jensen                           |       |

2006 ·
2007 ·
2008 ·
2009 ·
2010 ·
2011 ·
2012 ·
2013 ·
2014 ·
2015 ·
2016 ·
2017 ·
2018 ·
2019 ·
2020 ·
2021 ·
2022 ·
2023 ·
2024